# Russell Square (métro de Londres)
Russell Square (prononcez [ˈrʌs(ə)l skweə]) est une station de la Piccadilly line du métro de Londres. Elle est située dans le quartier Bloomsbury.
Son bâtiment est classé Grade II listed building.

## À proximité
- British Museum
- Maison de Charles Dickens